# Lasioglossum subaenescens
Lasioglossum subaenescens is een vliesvleugelig insect uit de familie Halictidae. De wetenschappelijke naam van de soort is voor het eerst geldig gepubliceerd in 1896 door Pérez.